# Contea di Alachua
La contea di Alachua è una contea situata nello Stato della Florida, negli Stati Uniti. Il suo capoluogo è Gainesville.

## Geografia fisica
La Contea di Alachua è parte dell'Area Statistica Metropolitana di Gainesville. Si trova nella parte centro-settentionale dello Stato. Il territorio è pianeggiante e a sud-est si trovano i laghi Orange e Lochloosa.
La contea è sede dell'Università della Florida.

### Contee confinanti
- Contea di Bradford - nord
- Contea di Union - nord
- Contea di Putnam - est
- Contea di Marion - sud-est
- Contea di Levy - sud-ovest
- Contea di Gilchrist - ovest
- Contea di Columbia - nord-ovest

## Storia
Il nome Alachua deriva da un passaggio del diario del luogotenente Diego Peña che nella sua spedizione contro gli Apalachee, nel 1716, attraversò il territorio e scrisse: "...il 21º giorno ho lasciato il sito descritto in precedenza e mi sono accampato nel luogo che essi chiamano Aquilachua..."
La contea di Alachua fu creata nel 1824 ed il suo primo capoluogo fu Newnansville che sorgeva dove si trova l'attuale sito di Alachua. Gainsville diventò capoluogo nel 1854 grazie alla costruzione di una nuova ferrovia che tralasciava Newnansville ed arrivava invece proprio a Gainsville, dandole così maggiore importanza.

## Comuni
- Alachua - city
- Archer - city
- Gainesville - city
- Hawthorne - city
- High Springs - city
- LaCrosse - town
- Micanopy - town
- Newberry - city
- Waldo - city

## Musei
- Florida Museum of Natural History, su flmnh.ufl.edu.
- Samuel P. Harn Museum of Art, su harn.ufl.edu.

## Politica
| Anno | Repubblicani | Democratici | Altri |
| ---- | ------------ | ----------- | ----- |
| 1988 | 50,1%        | 48,8%       | 1,1%  |
| 1992 | 29,9%        | 49,6%       | 20,5% |
| 1996 | 34%          | 53,9%       | 12,1% |
| 2000 | 39,8%        | 55,2%       | 5%    |
| 2004 | 42,9%        | 56,1%       | 1%    |
| 2008 | 38,7%        | 60,2%       | 1,2%  |